# 特本克蒙县
特本克蒙县是柬埔寨特本克蒙省下辖的一个县。
Tum Teav这一史诗被称为柬埔寨版本的“罗密欧与朱丽叶”，其发生地位于这里。